# 火磨街道
火磨街道，是中华人民共和国河北省邯郸市邯山区下辖的一个乡镇级行政单位。

## 行政区划
火磨街道下辖以下地区：
焦窑社区和邯山南社区。